# Sakai, Fukui
Sakai (japanska: 坂井市   ?, Sakai-shi) är en stad i Fukui prefektur i Japan. Staden fick stadsrättigheter 2006.